# Amon Göth
Amon Leopold Göth (també transcrit Goeth) (11 de desembre de 1908 – 13 de setembre de 1946), va ser Hauptsturmführer de les SS (Schutzstaffel), comandant encarregat del camp de concentració de Płaszów i la persona encarregada de liquidar els guetos de Cracòvia, Tarnów, Lublin, Rzeszów, Bochnia, i Przemyśl, tots ells a Polònia. Sota les seves ordres moriren milers de jueus, motiu pel qual fou processat i executat en acabar la Segona Guerra Mundial. La persona de Göth es va fer internacionalment coneguda gràcies a la interpretació que en va fer l'actor britànic Ralph Fiennes a la pel·lícula La llista de Schindler (1993), del director Steven Spielberg.
Amon Göth va néixer a Viena (Àustria) en el si d'una família dedicada a la indústria de la impressió. L'any 1930, a l'edat de vint-i-dos anys, s'afilià a la branca austríaca del partit nazi, on tenia el número de carnet 510.764. Aquell mateix any ingressà a les SS austríaques, amb el grau militar de Mann i el carnet de filiació número 43.673.
Es coneixen pocs detalls de les primeres activitats de Göth dins les SS austríaques, atès que l'organització va ser il·legal fins a l'annexió d'Àustria (Anschluss) al Tercer Reich, l'any 1938. Tanmateix, sabem que la seva progressió dins l'organització va ser ràpida, ja que l'any 1937 ostentava el rang de Oberscharführer i el 14 de juliol de 1941 va ser elevat al grau d'Untersturmführer.
L'agost de 1942, deixà Viena per anar a Cracòvia (Polònia) en condició d'oficial de les SS al servei dels camps de concentració. Un cop allí, l'11 de febrer de 1943 se li encomanà la construcció del camp de treballs forçats de Płaszów, les obres del qual s'enllestiren en només un mes. El 13 de març de 1943, Göth dirigí personalment la liquidació del gueto jueu de Cracòvia i confinà els seus habitants a Płaszów. L'operació se saldà amb uns 2.000 morts, alguns dels quals foren executats pel mateix Amon Göth. Mesos després, el 3 de setembre, ordenà també l'evacuació del gueto de la ciutat de Tarnow on es produí una nova matança de civils. Les seves activitats continuaren el 3 de febrer de 1944 amb el tancament del camp de concentració de Szebnie on es reproduí l'execució d'un gran nombre de presoners i la deportació dels supervivents cap a altres camps d'extermini. El 20 d'abril de 1944, fou ascendit al rang de Hauptsturmführer de les SS.
A Płaszów, Göth va conèixer l'industrial txec d'origen alemany, Oskar Schindler. La naturalesa exacta d'aquesta relació és, encara avui, força desconeguda, tot i que sembla que fou Schindler qui cercà l'amistat de Göth amb la intenció que aquest li cedís, a canvi de suborns, un nombre determinat de presos jueus per dur-los a treballar a la seva fàbrica.
En els mesos en què Amon Göth va estar al comandament de Płaszów, va torturar i assassinar de forma rutinària els presoners i presoneres, ajudat sovint pels seus dos gossos, Ralf i Rolf, especialment ensinistrats per atacar els reclusos. Hom atribueix a Göth l'execució d'uns 500 interns jueus de Płaszów, molts dels quals haurien mort a conseqüència dels trets que Göth els disparava des del terrat de la seva residència. Tot i que aquest macabre entreteniment ha estat denunciat pels supervivents del camp i abastament recreat a la pel·lícula La llista de Schindler, hi ha qui en qüestiona la veracitat adduint que la residència de Göth no es trobava encimbellat per damunt dels barracons (com es desprèn de la pel·lícula) sinó per sota d'aquests, raó per la qual hauria estat impossible que albirés la totalitat del camp.
El 13 de setembre de 1944 Göth va ser rellevat del comandament de Płaszów i fou assignat a l'oficina d'administració i economia de les SS. Poc després, el novembre de 1944, va ser detingut per la Gestapo sota l'acusació d'haver-se apropiat de béns durant les liquidacions dels guetos jueus que, d'acord amb la legislació nazi, pertanyien al Reich. Tanmateix, la proximitat de la derrota final de l'exèrcit alemany feu que el tribunal no s'arribés a muntar mai, raó per la qual Göth no va ser jutjat.
Posteriorment va ingressar en un sanatori de Bad Tolz, Alemanya, on els metges de les SS li van diagnosticar una malaltia mental. Allí va ser detingut per les tropes dels Estats Units, al maig de 1945. Un cop finalitzada la guerra, el Tribunal Nacional Suprem de Polònia, a Cracòvia, condemnà Göth a mort després de declarar-lo culpable d'assassinar milers de persones. Va ser penjat el 13 de setembre de 1946, prop d'on hi havia hagut el camp de Płaszów, saludant el Führer en un acte final de desafiament. El seu cos va ser incinerat i les seves cendres llançades al riu.
L'any 2002 es va publicar el llibre Ich muss doch meinen Vater lieben, oder? ('Però he d'estimar el meu pare, o no?'), en el qual la filla de Göth, Monika, analitza la seva vida i la dels seus progenitors. En ell explica com la seva mare, que sempre havia glorificat la figura del seu home, es va suïcidar als anys 80 en descobrir l'abast dels actes i el paper que Amon Göth va tenir durant l'holocaust.